# Корфидии
Корфидиите (на латински: Corfidia; gens Corfidia; Corfidius; Корфидий) са фамилия от Древен Рим през 1 век пр.н.е.
Известни от фамилията:
- Луций Корфидий, екви/конник, споменат от Цицерон в Pro Ligario (46 пр.н.е.)

## Други
- Coridius janus, полутвърдокрили насекоми
- Йоханес Корфиниус (1616 – 1664), лутерански теолог, професор в университет Росток